# Il grido del gufo
Il grido del gufo (Le cri du hibou) è un film del 1987 diretto da Claude Chabrol. Il film è tratto dal romanzo Cry of the Owl di  Patricia Highsmith. Questo è il primo film tratto da questo romanzo; ce ne sono stati altri due: Der Schrei der Eule (1987) e Il grido della civetta (2009).

## Riconoscimenti
- Premi César 1988
  - Migliore promessa femminile (Mathilda May)